# Sillans
|  | Per a altres significats, vegeu «Sillans-la-Cascade». |

Sillans és un municipi francès al departament de la Isèra (regió d'Alvèrnia-Roine-Alps). L'any 2007 tenia 1.767 habitants.

## Demografia

### Població
El 2007 la població de fet de Sillans era de 1.767 persones. Hi havia 656 famílies de les quals 141 eren unipersonals (47 homes vivint sols i 94 dones vivint soles), 211 parelles sense fills, 273 parelles amb fills i 31 famílies monoparentals amb fills.
La població ha evolucionat segons el següent gràfic:

### Habitatges
El 2007 hi havia 727 habitatges, 654 eren l'habitatge principal de la família, 31 eren segones residències i 42 estaven desocupats. 640 eren cases i 81 eren apartaments. Dels 654 habitatges principals, 535 estaven ocupats pels seus propietaris, 110 estaven llogats i ocupats pels llogaters i 9 estaven cedits a títol gratuït; 12 tenien una cambra, 20 en tenien dues, 56 en tenien tres, 184 en tenien quatre i 383 en tenien cinc o més. 525 habitatges disposaven pel capbaix d'una plaça de pàrquing. A 248 habitatges hi havia un automòbil i a 353 n'hi havia dos o més.

### Piràmide de població
La piràmide de població per edats i sexe el 2009 era:
| Homes | Edats   | Dones |
| ----- | ------- | ----- |
| 0     | 95 o +  | 0     |
| 4     | 90 a 94 | 12    |
| 12    | 85 a 89 | 16    |
| 8     | 80 a 84 | 12    |
| 20    | 75 a 79 | 40    |
| 20    | 70 a 74 | 28    |
| 36    | 65 a 69 | 28    |
| 32    | 60 a 64 | 36    |
| 44    | 55 a 59 | 52    |
| 68    | 50 a 54 | 48    |
| 40    | 45 a 49 | 52    |
| 52    | 40 a 44 | 36    |
| 44    | 35 a 39 | 84    |
| 36    | 30 a 34 | 32    |
| 44    | 25 a 29 | 28    |
| 32    | 20 a 24 | 24    |
| 28    | 15 a 19 | 76    |
| 64    | 10 a 14 | 60    |
| 40    | 5 a 9   | 28    |
| 36    | 0 a 4   | 24    |

## Economia
El 2007 la població en edat de treballar era de 1.131 persones, 868 eren actives i 263 eren inactives. De les 868 persones actives 820 estaven ocupades (447 homes i 373 dones) i 48 estaven aturades (13 homes i 35 dones). De les 263 persones inactives 105 estaven jubilades, 82 estaven estudiant i 76 estaven classificades com a «altres inactius».

### Ingressos
El 2009 a Sillans hi havia 685 unitats fiscals que integraven 1.894,5 persones, la mediana anual d'ingressos fiscals per persona era de 19.125 €.

### Activitats econòmiques
Dels 68 establiments que hi havia el 2007, 1 era d'una empresa extractiva, 4 d'empreses alimentàries, 9 d'empreses de fabricació d'altres productes industrials, 15 d'empreses de construcció, 12 d'empreses de comerç i reparació d'automòbils, 4 d'empreses de transport, 1 d'una empresa d'hostatgeria i restauració, 4 d'empreses financeres, 3 d'empreses immobiliàries, 5 d'empreses de serveis, 6 d'entitats de l'administració pública i 4 d'empreses classificades com a «altres activitats de serveis».
Dels 22 establiments de servei als particulars que hi havia el 2009, 1 era una oficina de correu, 3 tallers de reparació d'automòbils i de material agrícola, 3 paletes, 1 guixaire pintor, 5 fusteries, 1 lampisteria, 2 electricistes, 1 empresa de construcció, 2 perruqueries, 1 restaurant i 2 agències immobiliàries.
Dels 5 establiments comercials que hi havia el 2009, 2 eren fleques, 1 una carnisseria, 1 una sabateria i 1 un drogueria.
L'any 2000 a Sillans hi havia 28 explotacions agrícoles que ocupaven un total de 768 hectàrees.

## Equipaments sanitaris i escolars
L'únic equipament sanitari que hi havia el 2009 era una farmàcia.
El 2009 hi havia una escola elemental.

## Poblacions properes
El següent diagrama mostra les poblacions més properes.